# Synandromyces javanus
Synandromyces javanus är en svampart som beskrevs av Thaxt. 1912. Synandromyces javanus ingår i släktet Synandromyces och familjen Laboulbeniaceae.   Inga underarter finns listade i Catalogue of Life.